# NHL 1970/71
Die NHL-Saison 1970/71 war die 54. Spielzeit in der National Hockey League. 14 Teams spielten jeweils 78 Spiele. Den Stanley Cup gewannen die Montréal Canadiens nach einem 4:3-Erfolg in der Finalserie gegen die Chicago Black Hawks. Noch vor drei Jahren musste man in Vancouver und Buffalo damit leben, nicht bei der NHL-Expansion dabei zu sein. Doch jetzt war es auch für die Buffalo Sabres und die Vancouver Canucks endlich soweit. Beide Teams kamen in den Osten zu den „Original Six“-Teams. Von dort wechselten die Blackhawks in den Westen.
Beim immer noch existierenden Leistungsunterschied verwunderten 20 Punkte Vorsprung in der regulären Saison und die Finalteilnahme der Hawks nicht. Die reguläre Saison wurde vom Stanley-Cup-Sieger des Vorjahres, den Boston Bruins, beherrscht. 57 Siege, 121 Punkte und 399 Tore waren damals Bestmarken. Angeführt wurden sie von Bobby Orr, der mit 102 Assists und 139 Punkten zwei bis heute gültige Rekorde für Verteidiger aufstellte und Phil Esposito, der mit 76 Toren und 152 Punkten für Jahre gültige Rekorde aufstellte. Ein anderer Rekord von Esposito aus dieser Saison hat sich bis heute gehalten. Er schoss 550-mal auf das gegnerische Tor. Kein anderer Spieler schaffte bisher die Marke von 430.
Ein Drama spielte sich abseits der Eisfläche am 12. Dezember ab. Roy Spencer freute sich in Fort St. James, British Columbia darauf, bei Hockey Night in Canada seinen Sohn Brian, einen Rookie bei den Maple Leafs im TV zu sehen, doch dort zeigte man Vancouver gegen California. Er fuhr 70 Meilen nach Prince George zur CBC, um dort mit Waffengewalt die Übertragung des Toronto-Spiels zu erzwingen. Der aufgebrachte Vater wurde von der Polizei erschossen.

## Reguläre Saison

### Abschlusstabellen
Abkürzungen: W = Siege, L = Niederlagen, T = Unentschieden, GF= Erzielte Tore, GA = Gegentore, Pts = Punkte
| East Division       | W  | L  | T  | GF  | GA  | Pts |
| ------------------- | -- | -- | -- | --- | --- | --- |
| Boston Bruins       | 57 | 14 | 7  | 399 | 207 | 121 |
| New York Rangers    | 49 | 18 | 11 | 259 | 177 | 109 |
| Montréal Canadiens  | 42 | 23 | 13 | 291 | 216 | 97  |
| Toronto Maple Leafs | 37 | 33 | 8  | 248 | 211 | 82  |
| Buffalo Sabres      | 24 | 39 | 15 | 217 | 291 | 63  |
| Vancouver Canucks   | 24 | 46 | 8  | 229 | 296 | 56  |
| Detroit Red Wings   | 22 | 45 | 11 | 209 | 308 | 55  |

| West Division           | W  | L  | T  | GF  | GA  | Pts |
| ----------------------- | -- | -- | -- | --- | --- | --- |
| Chicago Blackhawks      | 49 | 20 | 9  | 277 | 184 | 107 |
| St. Louis Blues         | 34 | 25 | 19 | 223 | 208 | 87  |
| Philadelphia Flyers     | 28 | 33 | 17 | 207 | 225 | 73  |
| Minnesota North Stars   | 28 | 34 | 16 | 191 | 223 | 72  |
| Los Angeles Kings       | 25 | 40 | 13 | 239 | 303 | 63  |
| Pittsburgh Penguins     | 21 | 37 | 20 | 221 | 240 | 62  |
| California Golden Seals | 20 | 53 | 5  | 199 | 320 | 45  |

### Beste Scorer
Abkürzungen: GP = Spiele, G = Tore, A = Assists, Pts = Punkte
| Spieler        | Team     | GP | G  | A   | Pts |
| -------------- | -------- | -- | -- | --- | --- |
| Phil Esposito  | Boston   | 78 | 76 | 76  | 152 |
| Bobby Orr      | Boston   | 78 | 37 | 102 | 139 |
| John Bucyk     | Boston   | 78 | 51 | 65  | 116 |
| Ken Hodge      | Boston   | 78 | 43 | 62  | 105 |
| Bobby Hull     | Chicago  | 78 | 44 | 52  | 96  |
| Norm Ullman    | Toronto  | 73 | 34 | 51  | 85  |
| Wayne Cashman  | Boston   | 77 | 21 | 58  | 79  |
| John McKenzie  | Boston   | 65 | 31 | 46  | 77  |
| Dave Keon      | Toronto  | 76 | 38 | 38  | 76  |
| Jean Béliveau  | Montreal | 70 | 25 | 51  | 76  |
| Fred Stanfield | Boston   | 75 | 24 | 52  | 76  |

## Stanley-Cup-Playoffs
| Viertelfinale | Viertelfinale         | Viertelfinale         |    |                       | Halbfinale | Halbfinale | Halbfinale |  |  | Stanley-Cup-Finale | Stanley-Cup-Finale | Stanley-Cup-Finale |
|               |                       |                       |    |                       |            |            |            |  |  |                    |                    |                    |
| E1            | Boston Bruins         | 3                     |    |                       |            |            |            |  |  |                    |                    |                    |
| E3            | Canadiens de Montréal | 4                     |    |                       |            |            |            |  |  |                    |                    |                    |
| E3            | Canadiens de Montréal | 4                     | E3 | Canadiens de Montréal | 4          |            |            |  |  |                    |                    |                    |
|               |                       |                       | E3 | Canadiens de Montréal | 4          |            |            |  |  |                    |                    |                    |
|               | W4                    | Minnesota North Stars | 2  |                       |            |            |            |  |  |                    |                    |                    |
| W2            | W4                    | Minnesota North Stars | 2  | St. Louis Blues       | 2          |            |            |  |  |                    |                    |                    |
| W2            |                       |                       |    | St. Louis Blues       | 2          |            |            |  |  |                    |                    |                    |
| W4            | Minnesota North Stars | 4                     |    |                       |            |            |            |  |  |                    |                    |                    |
| W4            | Minnesota North Stars | 4                     | E3 | Canadiens de Montréal | 4          |            |            |  |  |                    |                    |                    |
|               |                       |                       |    | Canadiens de Montréal | 4          |            |            |  |  |                    |                    |                    |
|               | W1                    | Chicago Black Hawks   | 3  |                       |            |            |            |  |  |                    |                    |                    |
| W1            | W1                    | Chicago Black Hawks   | 3  | Chicago Black Hawks   | 4          |            |            |  |  |                    |                    |                    |
| W1            |                       |                       |    | Chicago Black Hawks   | 4          |            |            |  |  |                    |                    |                    |
| W3            | Philadelphia Flyers   | 0                     |    |                       |            |            |            |  |  |                    |                    |                    |
| W3            | Philadelphia Flyers   | 0                     | W1 | Chicago Black Hawks   | 4          |            |            |  |  |                    |                    |                    |
|               |                       |                       | W1 | Chicago Black Hawks   | 4          |            |            |  |  |                    |                    |                    |
|               | E2                    | New York Rangers      | 3  |                       |            |            |            |  |  |                    |                    |                    |
| E2            | E2                    | New York Rangers      | 3  | New York Rangers      | 4          |            |            |  |  |                    |                    |                    |
| E2            |                       |                       |    | New York Rangers      | 4          |            |            |  |  |                    |                    |                    |
| E4            | Toronto Maple Leafs   | 2                     |    |                       |            |            |            |  |  |                    |                    |                    |

## NHL-Auszeichnungen
| Art Ross Trophy:                | Phil Esposito, Boston Bruins                             |
| Hart Memorial Trophy:           | Bobby Orr, Boston Bruins                                 |
| Lady Byng Memorial Trophy:      | Johnny Bucyk, Boston Bruins                              |
| Vezina Trophy:                  | Eddie Giacomin & Gilles Villemure, New York Rangers      |
| Calder Memorial Trophy:         | Gilbert Perreault, Buffalo Sabres                        |
| James Norris Memorial Trophy:   | Bobby Orr, Boston Bruins                                 |
| Bill Masterton Memorial Trophy: | Jean Ratelle, New York Rangers                           |
| NHL Plus/Minus Award:           | Bobby Orr, Boston Bruins                                 |
| Lester Patrick Trophy:          | William M. Jennings, John B. Sollenberger, Terry Sawchuk |
| Lester B. Pearson Award:        | Phil Esposito, Boston Bruins                             |